# Canada aux Jeux olympiques d'été de 1932
L'équipe olympique du Canada participe aux Jeux olympiques d'été de 1932 à Los Angeles. Elle y remporte quinze médailles : deux en or, cinq en argent et huit en bronze, se situant à la douzième place des nations au tableau des médailles. L'athlète George Maughan est le porte-drapeau d'un Athlétisme  que les athlètes canadiens se montrent le plus performant, ne glanant pas moins de 9 médailles en tout dans ce sport dont 2 en or.

## Médailles
| Médaille                            | Nom | Sport      | Compétition                             |
| ----------------------------------- | --- | ---------- | --------------------------------------- |
| Médaille d'or, Jeux olympiques      | Duncan McNaughton | Athlétisme | Saut en hauteur                         |
| Médaille d'or, Jeux olympiques      | Horace Gwynne | Boxe       | Poids coqs (-53,5 kg)                   |
| Médaille d'argent, Jeux olympiques  | Alex Wilson | Athlétisme | 800 m                                   |
| Médaille d'argent, Jeux olympiques  | Hilda Strike | Athlétisme | 100 m féminin                           |
| Médaille d'argent, Jeux olympiques  | Mildred Fizzell, Lillian Palmer-Alderson Mary Frizzell, Hilda Strike                                                                        | Athlétisme | 4 × 100 m féminin                       |
| Médaille d'argent, Jeux olympiques  | Daniel MacDonald | Lutte      | Lutte libre Poids mi-moyens, 66 - 72 kg |
| Médaille d'argent, Jeux olympiques  | Ernest Cribb, Harry Jones Peter Gordon, Hubert Wallace Ronald Maitland, George Gyles                                                        | Voile      | 8 mètres                                |
| Médaille de bronze, Jeux olympiques | Alex Wilson | Athlétisme | 400 m                                   |
| Médaille de bronze, Jeux olympiques | Phil Edwards | Athlétisme | 800 m                                   |
| Médaille de bronze, Jeux olympiques | Phil Edwards | Athlétisme | 1 500 m                                 |
| Médaille de bronze, Jeux olympiques | Ray Lewis, James Ball Phil Edwards, Alex Wilson                                                                                             | Athlétisme | 4 × 400 m                               |
| Médaille de bronze, Jeux olympiques | Eva Dawes | Athlétisme | Saut en hauteur féminin                 |
| Médaille de bronze, Jeux olympiques | Charles Pratt, Noël de Mille | Aviron     | Deux de couple                          |
| Médaille de bronze, Jeux olympiques | Earl Eastwood,Joseph Harris Stanley Stanyar, Harry Fry Cedric Liddell, William Thoburn Donald Boal,Albert Taylor George MacDonald (barreur) | Aviron     | Huit                                    |
| Médaille de bronze, Jeux olympiques | Philip Rogers, Gerald Wilson Gardner Boultbee, Kenneth Glass                                                                                | Voile      | 6 mètres                                |